# پاپوش (فیلم ۱۳۵۲)
پاپوش فیلمی به کارگردانی و نویسندگی اسماعیل پورسعید محصول سال ۱۳۵۲ است.

## خلاصه داستان
مهدی (رضا بیک ایمانوردی) در بازی قماری که دوستش حسین (یدالله شیراندامی) راه انداخته شرکت می‌کند. حسین به کمک فخری (توتیا) قاپ‌های مهدی را عوض می‌کند و پول کلانی از مهدی می‌برد. مهدی ماجرا را درمی یابد و به خانهٔ فخری می‌رود. فخری که توسط حسین مجروح شده می‌میرد و پلیس مهدی را به جرم قتل فخری بازداشت می‌کند. حسین که قصد دست درازی به بتول، زن مهدی، را دارد باعث مرگ بتول می‌شود. محمود (فرشید فروزان)، پسر مهدی، تنها می‌ماند و ناچار راه پدر را ادامه می‌دهد. پس از چند سال محمود و حسین، بدون آنکه همدیگر را بشناسند، با هم آشنا می‌شوند. آسیه (هاله) دختر حسین، و محمود به هم علاقمند می‌شوند. حسین محمود را از روی خال بازویش می‌شناسد و مهدی پس از بیست سال از زندان آزاد می‌شوند و با ظاهری مبدل به سراغ حسین می‌رود و در بازی قمار تمام اموال حسین را می‌برد و سپس خود را معرفی می‌کند. سرانجام اکبر، دوست محمود، توسط حسین به قتل می‌رسد و حسین نیز به ضرب گلولة پلیس از پا در می‌آید.

## بازیگران
- رضا بیک ایمانوردی
- مرتضی عقیلی
- هاله نظری
- یداله شیراندامی
- فرشید فرزان
- فرنگیس فروهر
- نعمت‌اله گرجی
- توتیا